# FAMAE SAF
FAMAE SAF là loại súng tiểu liên được phát triển và bắt đầu chế tạo năm 1993 bởi công ty quốc phòng FAMAE. Súng được dùng để trang bị thay thế cho hầu hết các loại súng tiểu liên cũ của các lực lượng quân đội và cảnh sát của Chile cũng như dùng cho việc xuất khẩu.

## Thiết kế
SAF sử dụng cơ chế nạp blowback và bắn với bolt đóng. Súng được phát triển dựa trên khẩu súng sturmgewehr SIG SG 540 của Thụy Sĩ vốn được sản xuất với giấy phép bản quyền tại Chile từ những năm 1980. Nên hình dáng của súng khá giống với một mẫu thu ngắn của SG 540 nhưng cách hoạt động thì khác để thích hợp với một loại tiểu liên. Kim điểm hỏa của súng không được cố định bằng lò xo trong bolt đây là đặc điểm của SG 540. Thân và vòng bảo vệ cò súng được làm bằng thép, cò súng và tay cầm được làm bằng nhựa tổng hợp. Nút khóa an toàn cũng là nút chọn chế độ bắn nằm ở cả hai bên thân súng phía trên tay cầm với 4 chế độ là an toàn, từng viên, ba viên và tự động.
Hệ thống nhắm cơ bản của súng là điểm ruồi. Hộp đạn làm bằng nhựa trong để nhẹ và xạ thủ có thể xem còn bao nhiêu đạn cũng như hộp đạn có rãnh ngoài để gắn với nhau để tiện cho việc thay hộp đạn nhanh. Báng súng có thể gấp sang một bên để tiện cho việc di chuyển.

## Biến thể
SAF có bốn mẫu: Hai mẫu với báng cố định và báng gấp, một mẫu tích hợp ống hãng thanh và báng kéo ra đẩy vào, mẫu còn lại là Mini-SAF. Mẫu Mini-SAF ngắn hơn các mẫu khác cũng như không có báng súng để tăng độ cơ động.